# Зольная улица
Зо́льная у́лица — улица в Невском районе Санкт-Петербурга. Проходит от Октябрьской набережной за улицу Латышских Стрелков.

## История
Дорога на этом месте существует с 1930-х годов. В 1957 году в её створе был построен Большой Яблоновский мост через реку Оккервиль.
Название Зольная улица известно с 1985 года. Официально его присвоили 7 июля 1993 года. Связано с тем, что улица проходила вдоль золоотвала (располагался на восточной стороне Дальневосточного проспекта от Зольной улицы примерно до улицы Подвойского). Также существовал вариант дорога на Дачу Долгорукова — по железнодорожной станции (на ней построен Ладожский вокзал).

## Пересечения
- Октябрьская набережная
- Дальневосточный проспект
- Складская улица
- улица Большая Яблоновка
- улица Ванеева
- улица Латышских Стрелков

## Транспорт
Ближайшие к Зольной улице станции метро — «Ладожская» и «Новочеркасская».
- От станции метро «Новочеркасская» следуют трамваи № 23, 65, 39, троллейбус № 33 и Автобус № 191.
- От станции метро «Проспект Большевиков» — трамвай № 65, троллейбус № 33 и автобус № 191.
- От станции метро «Улица Дыбенко» — трамвай № 23 и автобус № 191.

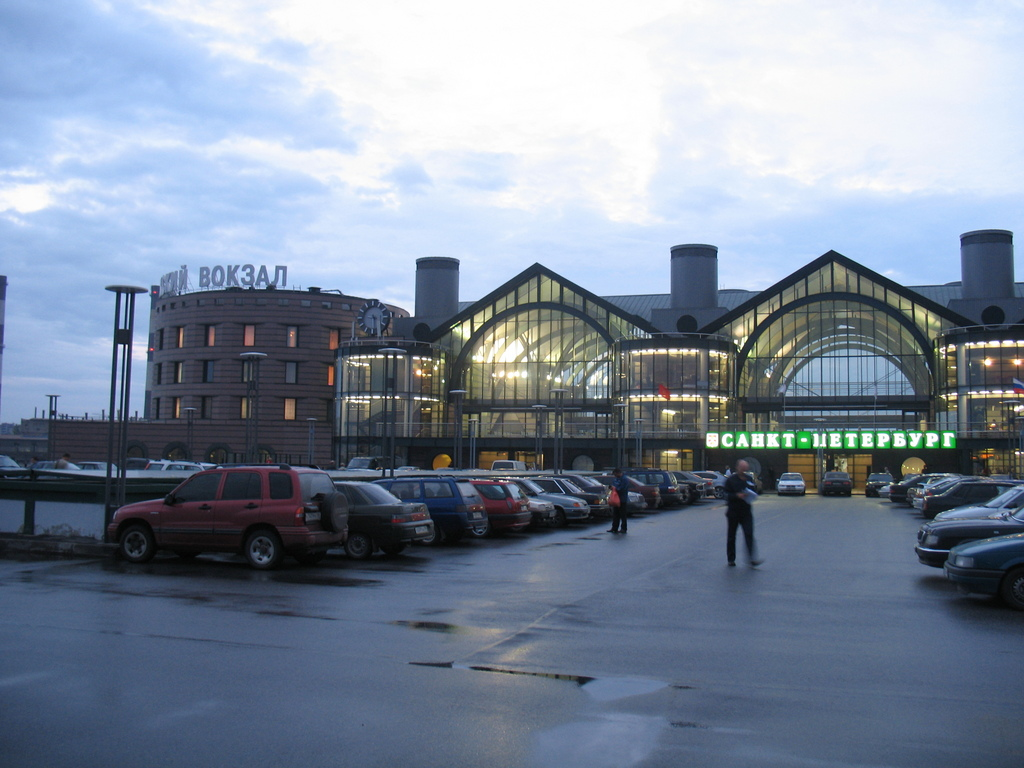
Ладожский вокзал со стороны Зольной улицы
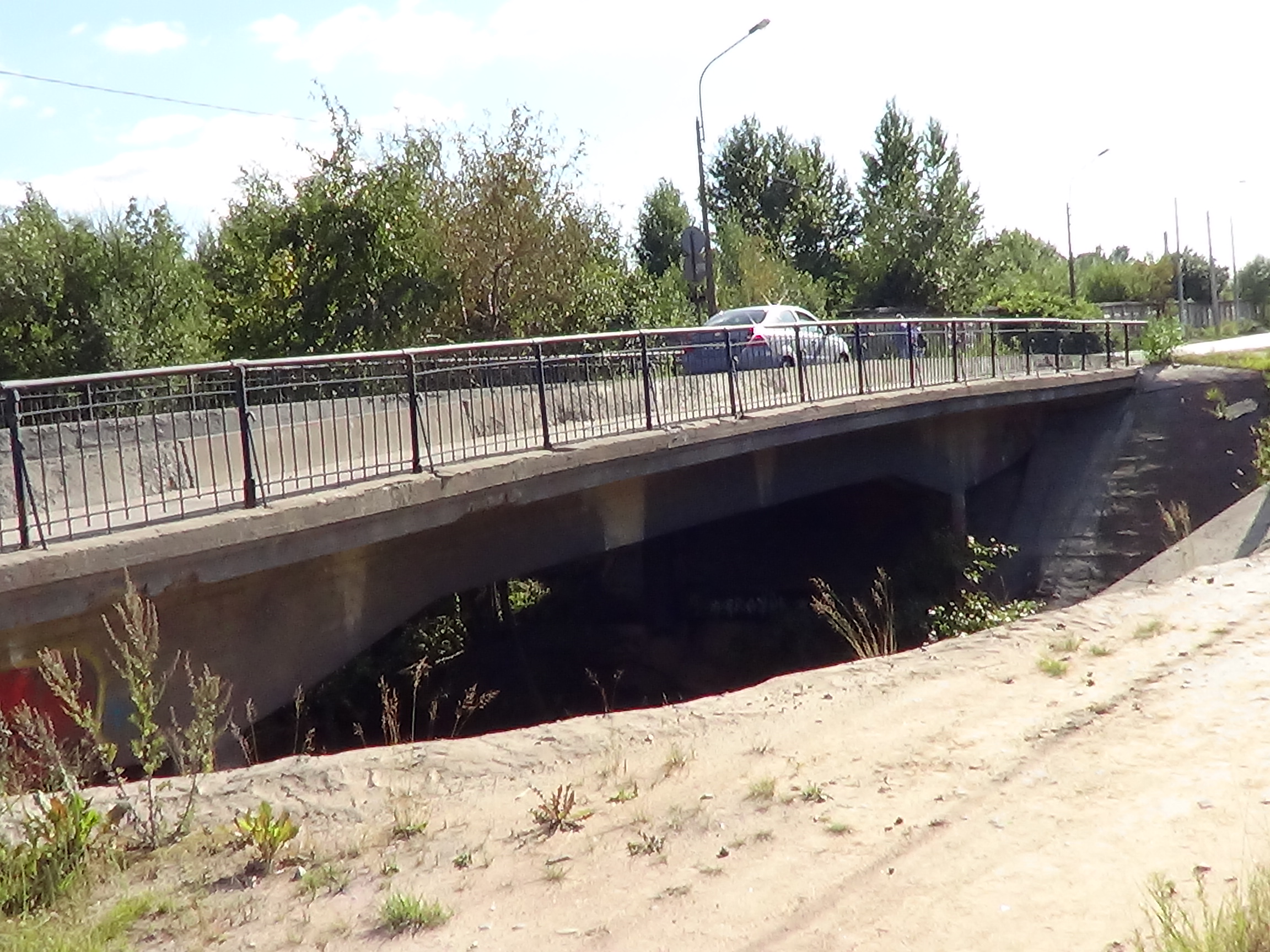
Большой Яблоновский мост

## Застройка
- № 1 — АЗС «Роснефть» (2011[3])
- № 3 — нежилое здание (2009[3])
- № 3, корпус 2, — научно-технический центр (2020[3])
- № 5 — автомойка (2014[3])
- № 11 — торговый центр
- № 15 — бизнес-центр «Морская столица»(2022[4]), в здании располагается «ЧВК Вагнер Центр»
- № 17 — «торговый комплекс по продаже строительных (скобяных), хозяйственных и спортивных товаров» (2014[3])
- № 19 — сооружение (2014[3])
- № 27